# Sedisvakantismus

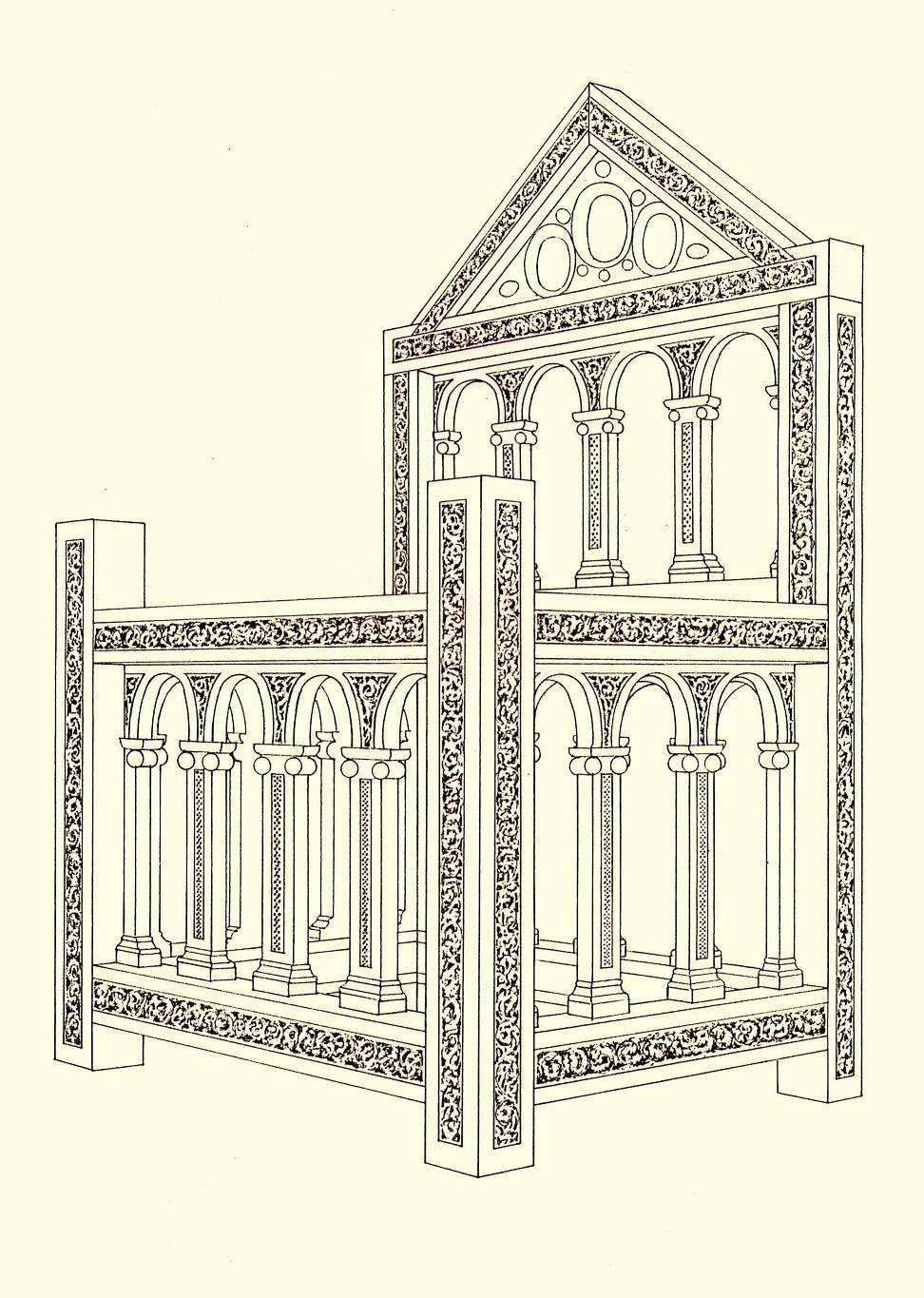
Der Stuhl Petri ist nach Meinung der Sedisvakantisten seit Jahrzehnten unbesetzt

Sedisvakantismus (von lateinisch sedes ‚Sitz‘ und vacans ‚leer‘), auch als Sedisvakanzthese bezeichnet, ist eine theologische Auffassung, nach der es zurzeit keinen rechtmäßigen Papst gebe. Im Unterschied zu einer natürlichen Sedisvakanz des Heiligen Stuhles durch Ableben oder Amtsverzicht eines Papstes unterstellen Sedisvakantisten eine außerordentliche Sedisvakanz, indem sie erklären, dass der gerade amtierende Papst kein rechtmäßiger Amtsträger sei. Meist wird diese längste Vakanz der Kirchengeschichte mit dem Ende des Pontifikats des vermeintlich letzten legitimen Papstes Pius XII. angenommen, teilweise auch mit dem Ende des Pontifikats von Pius XI., dem Amtsantritt von Papst Paul VI., dem Ende des Zweiten Vatikanischen Konzils oder der Liturgiereform Pauls VI.

## Der Begriff des Sedisvakantismus
In der Kirchengeschichte kam es wiederholt zu Uneinigkeiten darüber, ob ein Papst gültig gewählt wurde oder nicht. Infolge solcher Auseinandersetzungen haben wiederholt einzelne Gruppen oder Gläubige einem bestimmten Papst den Gehorsam verweigert. Diese Verweigerungen waren aus Sicht des abgelehnten Papstes schismatische Handlungen, die bisweilen auch zu Abspaltungen führten. Ein Beispiel hierfür wäre etwa das Große Abendländische Schisma. Nicht selten führte die Nichtanerkennung eines Papstes auch zur Aufstellung von Gegenpäpsten. Obwohl es auch moderne Gegenpäpste gibt, haben diese in den meisten Fällen wenig mit Sedisvakantismus zu tun; denn wer einem modernen Gegenpapst anhängt, behauptet ja gerade nicht, dass es aktuell keinen Papst gäbe.

## Kirchenrechtliche Aspekte
In kirchenrechtlicher Hinsicht ist vor allem der Begriff des Schismas nach 751  CIC von Bedeutung. Ein Schisma ist definiert als Verweigerung der Unterordnung unter den Papst oder der Gemeinschaft mit den diesem untergebenen Gliedern der Kirche. Aus Sicht der römischen Kirche verweigert derjenige, der als Sedisvakantist die Rechtmäßigkeit des amtierenden Papstes bestreitet, offenkundig die Unterordnung unter den Papst, nimmt also eine schismatische Haltung ein. Da die Sedisvakantisten aber nicht das Papsttum schlechthin ablehnen, also nicht die Unterordnung unter jedweden Papst verweigern, sondern nur besondere Umstände behaupten, die dazu führen, dass gerade der aktuell amtierende Papst nicht wahrer Papst sei, verwirklichen sie den Tatbestand des Schismas aus ihrer eigenen Sicht nicht. Vielmehr erheben sedisvakantistische Gruppen oftmals ihrerseits den Vorwurf des Schismas gegen diejenigen, die dem amtierenden Papst folgen, weil sie, aus dieser Perspektive betrachtet, ja einem falschen Papst folgen, statt sich dem – noch zu findenden – wahren Papst unterzuordnen.

## Theorie des Sedisvakantismus
Die inhaltlichen Positionen, die der Sedisvakantismus zum Ausgangspunkt für seine Auffassung, der amtierende Papst übe sein Amt nicht rechtmäßig aus, nimmt, lassen sich in der Regel auf zwei Aspekte zurückführen: Die Ablehnung zentraler Texte und Lehren des Zweiten Vatikanums einerseits und die Vorbehalte gegen die Liturgiereformen im 20. Jahrhundert andererseits.

### Ablehnung des Zweiten Vatikanischen Konzils

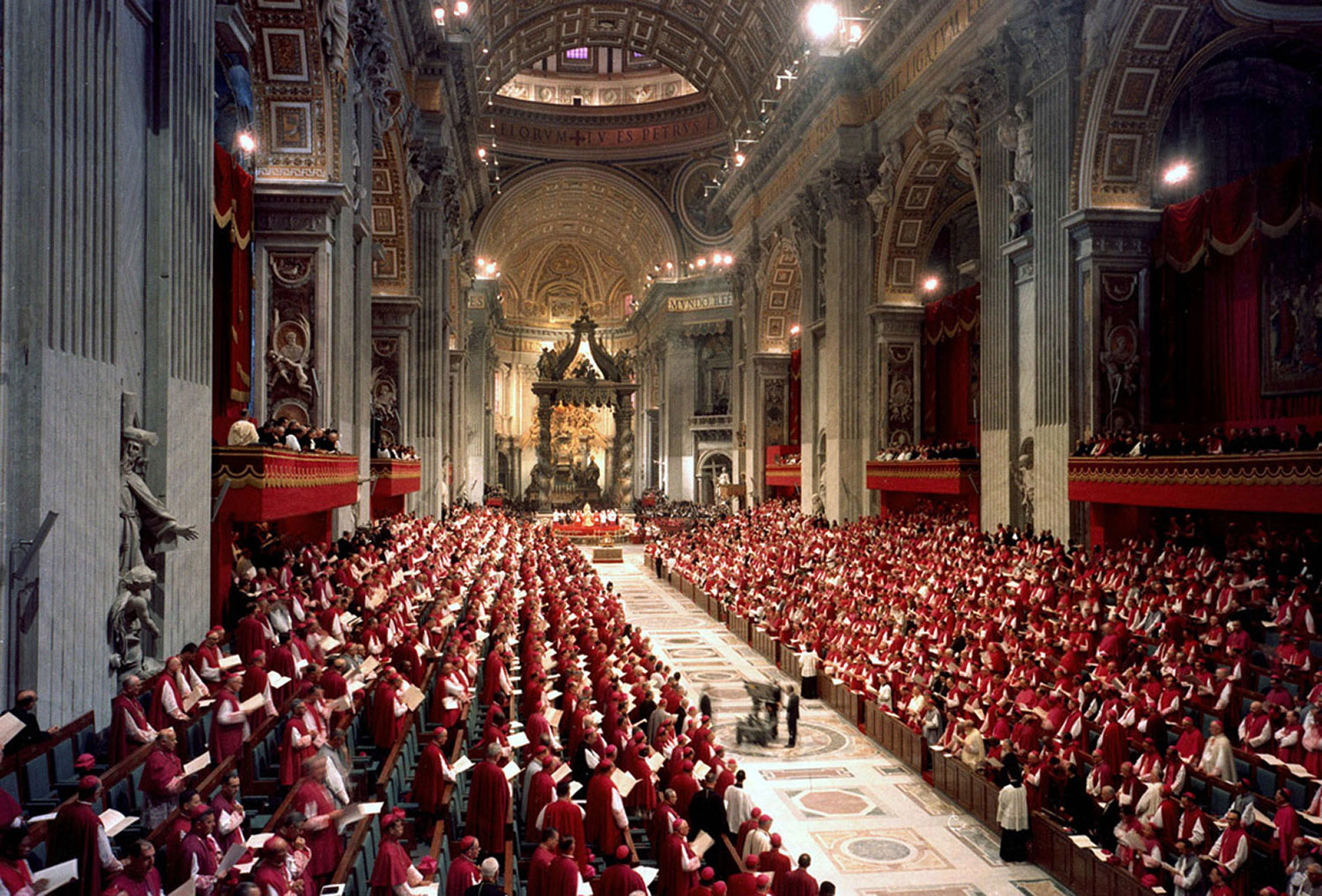
Die Beschlüsse des II. Vatikanums werden von Sedisvakantisten weitgehend verworfen.

Von den Lehren des zweiten Vatikanums wird vor allem die Erklärung über die Religionsfreiheit abgelehnt, die mit dem Grundsatz Extra ecclesiam salus non est unvereinbar sein soll.
Der Rückschluss von dieser Ablehnung der Lehre des Konzils auf die fehlende Legitimität der „Konzilspäpste“ wiederum wird mit dem Grundsatz der Unfehlbarkeit des Lehramts gerechtfertigt. Wenn es wahr ist, dass die Kirche bei der Verkündung von lehramtlichen Äußerungen nicht irren kann, und wenn es weiterhin wahr ist, dass das Zweite Vatikanische Konzil unwahre lehramtliche Äußerungen verkündet hat, dann kann das Zweite Vatikanum kein gültiges Konzil gewesen sein. Wenn aber die Päpste des Konzils und die nachkonziliaren Päpste sich auf diese Lehren berufen und sich diese zu eigen machen, dann verkünden auch diese Päpste unwahre lehramtliche Positionen und können mithin keine wahren Päpste sein.
Oftmals berufen sich Sedisvakantisten hierbei auf die Theorie des Papa haereticus von Robert Bellarmin und der absoluten Temerität des Lehramtes, einer These der Neuscholastik.

### Liturgiereform

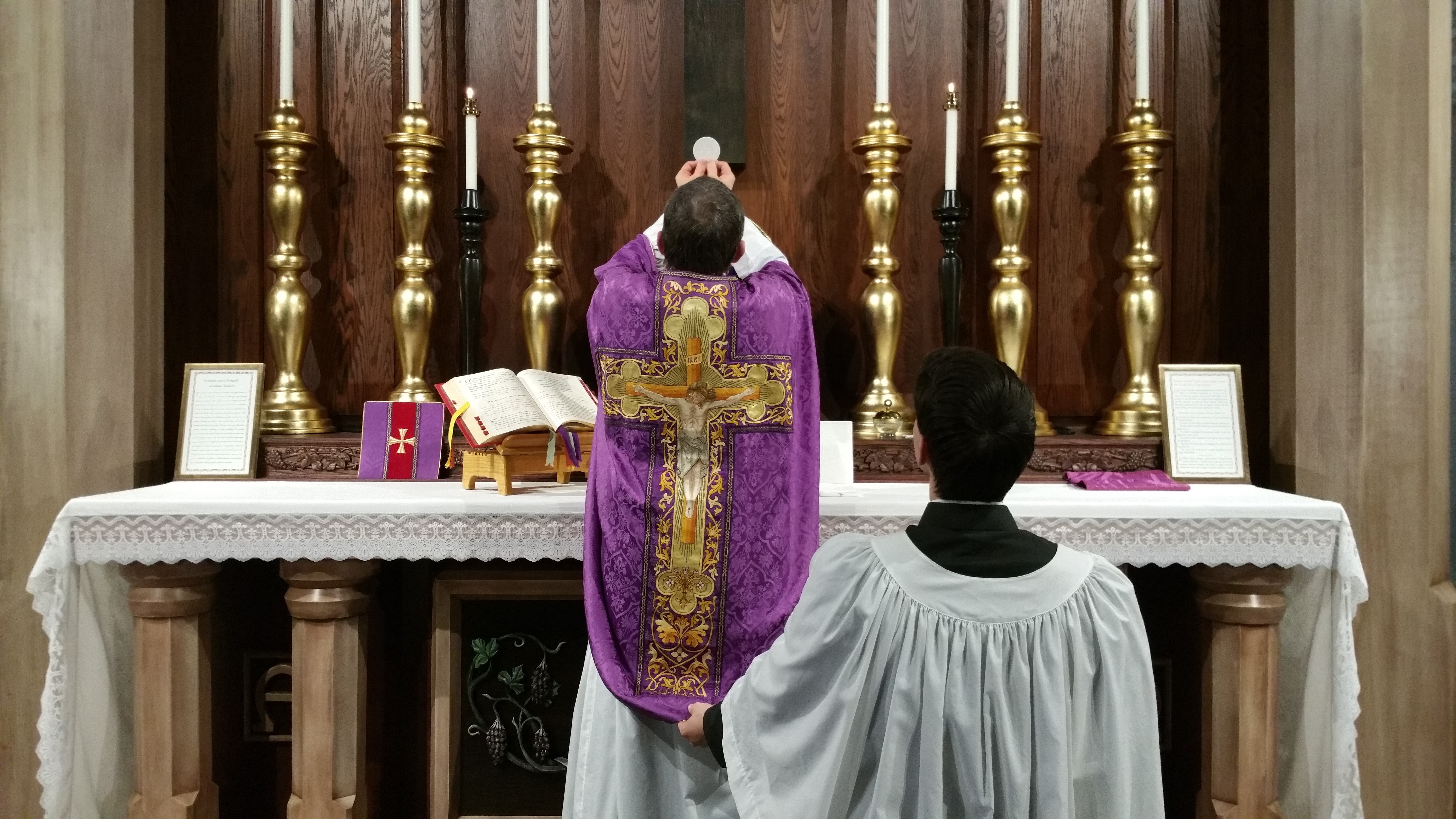
Die Abschaffung der tridentinischen Messfeier wird von Traditionalisten nicht akzeptiert.

Ein anderer, meist parallel zur Ablehnung der Lehren des II. Vatikanums vertretener Ansatz ist die Kritik an der Liturgiereform. Diese wiederum bezieht sich zentral auf zwei Aspekte: die Veränderungen der Messfeier und die Modifizierung der Weiheriten.

#### Eucharistie
Mit der Kritik an der Modifizierung der Messfeier und der Verdrängung der tridentinischen Messe durch Paul VI. vereinen sich die Sedisvakantisten mit den Traditionalisten. Argumentiert wird hier im Wesentlichen damit, dass der Mahlgedanke die Opferfeier verdrängt habe und die Messe sich zu stark dem protestantischen Abendmahl angenähert habe. Wesentlich ist hierbei, dass nicht alle Traditionalisten auch Sedisvakantisten sind. Etliche Gruppen und Ansichten halten an der Gemeinschaft mit dem Papst fest und wollen die Messe trotzdem im „alten“ Ritus feiern.

#### Weiheriten
Weiter vertreten viele Sedisvakantisten die Auffassung, dass die Priester- und Bischofsweihen nach den von Paul VI. promulgierten Messbüchern ungültig sei. Die Konsequenzen dieser Auffassung sind erheblich. Wenn es zuträfe, dass die Priester des „novus ordo“ nicht gültig geweiht sind, wären auch die von ihnen gespendeten Sakramente mit Ausnahme der Taufe nicht gültig. Gläubige könnten bei diesen Priestern also weder die Absolution empfangen noch die Kommunion. Wenn es zudem zuträfe, dass auch die Bischofsweihen ungültig sind, dann könnten die nach dem „neuen“ Ritus geweihten Bischöfe ihrerseits weder Priester noch Bischöfe wirksam weihen, wodurch in letzter Konsequenz die Apostolische Sukzession abzubrechen drohte.

### Thesen zum Beginn der außerordentlichen Sedisvakanz

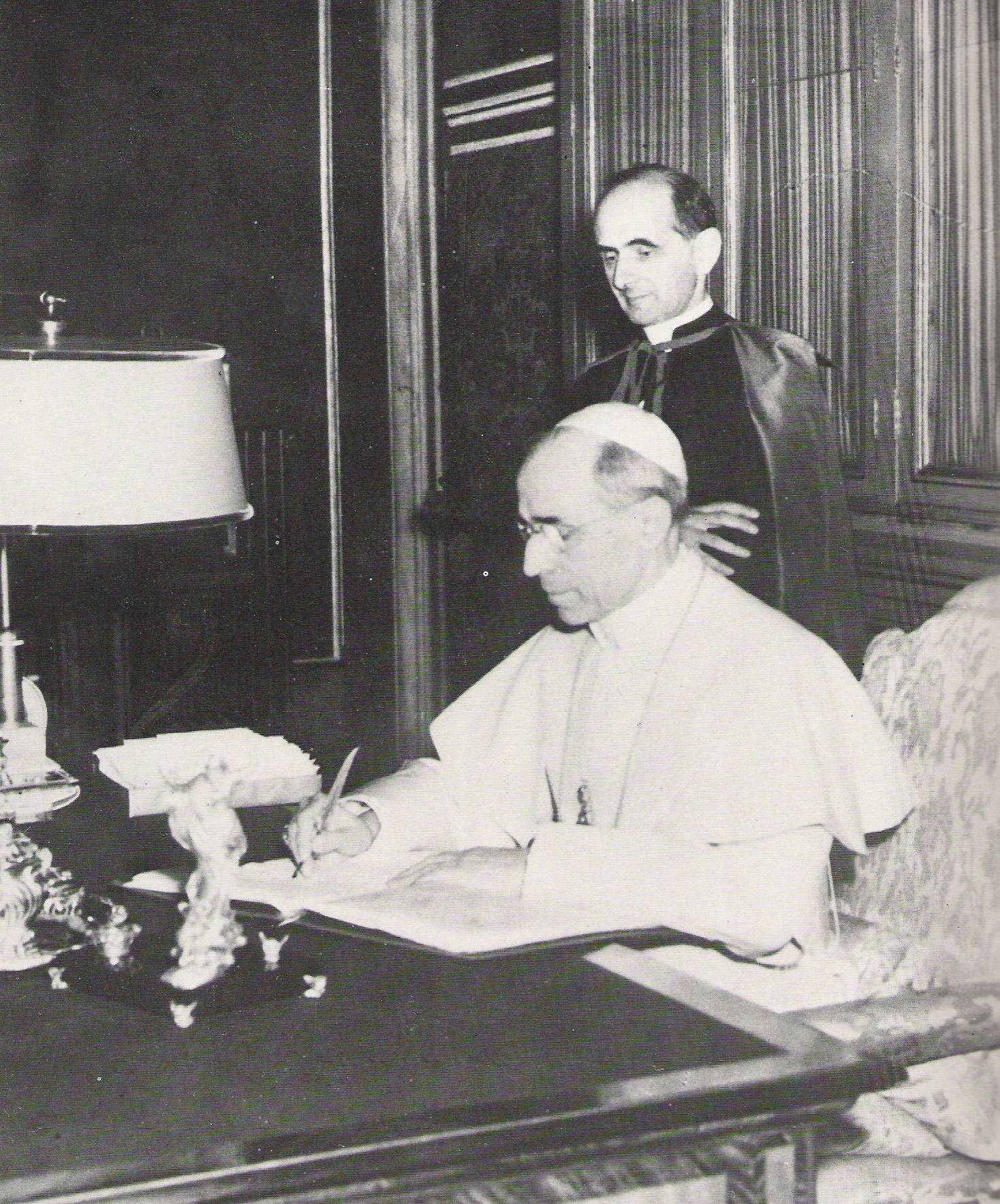
Pius XII. (am Schreibtisch) war nach Meinung der meisten Sedisvakantisten der letzte rechtmäßige Papst – seinem Nachfolger Paul VI. hingegen (hier als Monsignore Montini im Hintergrund) sprechen nahezu sämtliche Sedisvakantisten die Legitimität ab.

Die meisten sedisvakantistischen Stellungnahmen nehmen eine außerordentliche Vakanz seit dem Ende des „letzten legitimen Papstes“ an, in dem sie Pius XII. sehen. Es gibt hier aber mehrere Sichtweisen. Die Unklarheit bezüglich des Eintritts der Sedisvakanz ist auch ein von den Gegnern des Sedisvakantismus wiederholt angeführtes Argument gegen diese Lehre. (Anmerkung: Die Darstellung der verschiedenen Positionen als „These I, II“ usw. ist keine der Literatur zu entnehmende Terminologie, sondern erfolgt ausschließlich zum Zwecke der Darstellung in diesem Text.)

#### These I: Pius XI. war der letzte legitime Papst
Gelegentlich wird angenommen, dass bereits Pius XII. kein rechtmäßiger Inhaber des Papstamtes war. Folgt man dem, war der letzte legitime Papst der 1939 verstorbene Pius XI. Die Argumente gegen die Rechtmäßigkeit des Pontifikats Pius XII. haben allerdings nur geringe Gefolgschaft gefunden. Es wird mit den erheblichen Veränderungen argumentiert, die auch Pius XII. an der Messfeier und insbesondere an der Liturgie des Osterfestes, vor allem des Karfreitags vorgenommen hat. Meist ist dieses Argument aber nur als ein gegen den Sedisvakantismus gerichtetes zu finden. Es lautet dann etwa: „Mit welcher Berechtigung werden die Änderungen, die Pius XII. an der Liturgie vornahm, akzeptiert, diejenigen von Paul VI. aber verworfen?“
Zuletzt war es wohl eine kleine Gruppe um den Schweizer Verleger Andreas Pitsch, die in einem „Öffentlichen Glaubensbekenntnis“ im Jahr 2006 die Vakanz des päpstlichen Stuhls seit 1939 behauptet hat.

#### These II: Pius XII. war der letzte legitime Papst
Die Auffassung, dass die Päpste seit Pius XII. ihr Amt nicht mehr rechtmäßig ausgeübt beziehungsweise innegehabt haben, ist, wie erwähnt, die am meisten verbreitete. Sie erklärt sich unmittelbar aus der Ablehnung des von Johannes XXIII. einberufenen Zweiten Vatikanischen Konzils.

#### These III: Johannes XXIII. war der letzte legitime Papst
Teilweise wird Johannes XXIII. noch für einen legitimen Papst gehalten. Die von ihm im Missale 1962 vorgenommenen Änderungen der Liturgie waren längst nicht so weitgehend wie diejenigen Pauls VI. und sind für viele Traditionalisten noch hinnehmbar. Auch hat er die Lehren des II. Vatikanums, die von den Sedisvakantisten vor allem angegriffen werden, nicht mehr selbst verkündet, da er bereits 1963 verstorben ist.

#### These IV: Die Sedisvakanz begann mit dem Ende des II. Vatikanischen Konzils
Unmittelbar auf die angebliche Unvereinbarkeit der Beschlüsse des Konzils mit der unfehlbaren und unwandelbaren Lehre der Kirche stellt die Auffassung ab, die eine Verwirkung des päpstlichen Amtes in der Person Pauls VI. als papa haereticus entweder mit der Beendigung des Konzils oder mit der Verabschiedung der Erklärung über die Religionsfreiheit, Dignitatis humanae, annimmt.

#### These V: Die Sedisvakanz begann mit der Einführung der Liturgiereform Pauls VI.

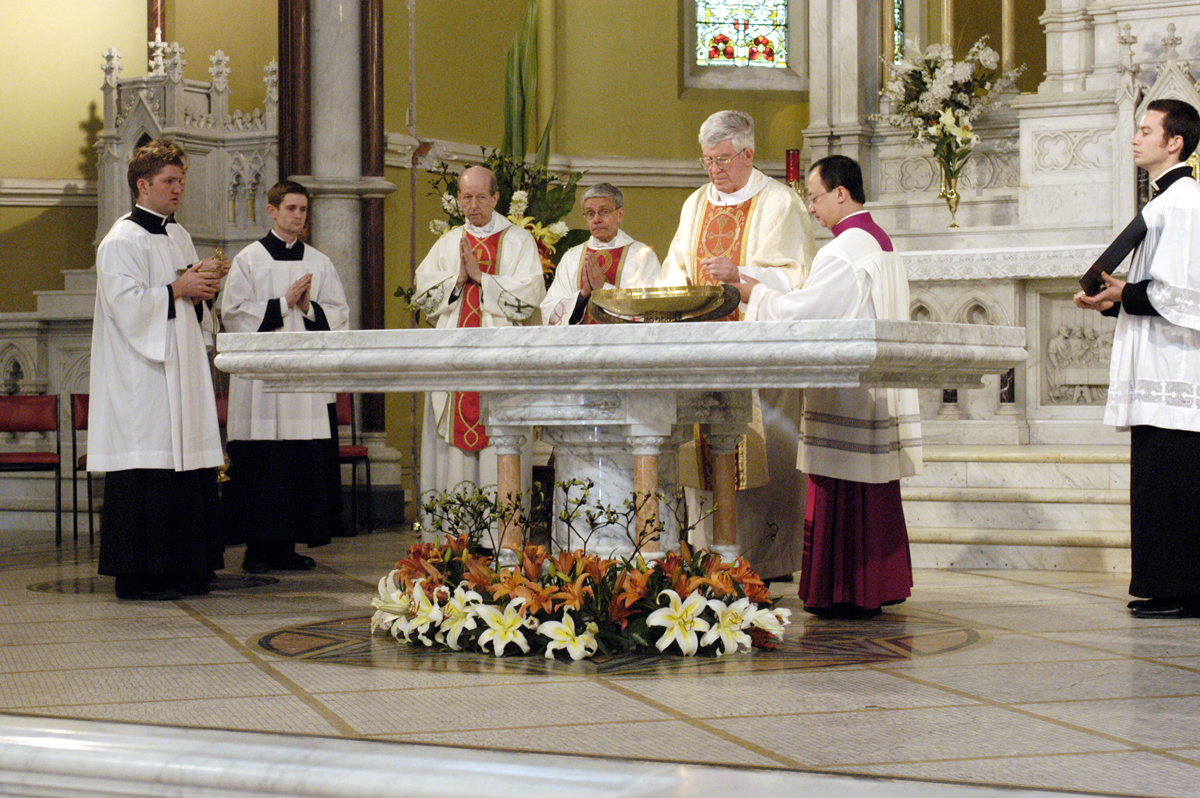
Der Volksaltar wurde zum Symbol der Liturgiereform in Folge des Zweiten Vatikanischen Konzils, die von Sedisvakantisten abgelehnt wird.

Ähnlich wie die vorige These argumentiert die Annahme, die außerordentliche Sedisvakanz sei durch die Promulgation der Liturgiereform durch Paul VI. erfolgt, damit, dass die vermeintliche „Zerstörung der tridentinische Messe“ eine den Vorwurf der Häresie begründende Abkehr von der katholischen Lehre sei.

#### These VI: Die Sedisvakanz begann mit dem Weltgebetstreffen 1986
Das Weltgebetstreffen von Assisi 1986 ist für viele Sedisvakantisten ein deutliches Zeichen dafür, dass Johannes Paul II. kein legitimer Papst der römisch-katholischen Kirche sein kann. Dieses Argument wird jedoch kaum isoliert von der Ablehnung des Papsttums Pauls VI. verwendet, so dass es meistens mit dem Hinweis, „spätestens“ seit diesem Zeitpunkt sei der päpstliche Thron verwaist, gebraucht wird. Spiegelbildlich wurde Papst Benedikt XVI. von der Ukrainischen orthodoxen griechisch-katholischen Kirche mit dem „Ausschluss aus dem mystischen Leib Christi“ für den Fall gedroht, dass er „den Apostaten“ [d. i. Johannes Paul II.] tatsächlich selig spräche.

#### These VII: Die Sedisvakanz entstand, weil die Wahl von Papst Franziskus 2013 ungültig war
Gelegentlich wird vertreten, dass eine außerordentliche Sedisvakanz nach dem Rücktritt Benedikts XVI. im Jahr 2013 eingetreten sei, weil die Wahl seines Nachfolgers ungültig gewesen sei. Ludwig Neidhart referiert über drei Einwände, die gegen die Gültigkeit der Wahl von Papst Franziskus vorgebracht werden:
Der erste Einwand knüpfe an die Überlegung an, dass der Rücktritt Benedikt XVI. erzwungen und damit ungültig gewesen sein soll. Wäre dies der Fall gewesen, hätte ein neuer Papst nicht gewählt werden können. Dies sollte in Wahrheit aber bedeuten, dass eine Sedisvakanz nicht eintreten konnte, solange Benedikt XVI. am Leben war, so dass hier der Eintritt der Sedisvakanz also nicht 2013, sondern erst 2023 angenommen werden müsste.
Der zweite Einwand betrifft angebliche Absprachen im Vorfeld des Konklaves durch die sogenannte St. Gallen Gruppe. Da die Regelungen über die Papstwahl Absprachen unter den Kardinälen verbiete, es in einer Gruppe, die sich in St. Gallen getroffen hätte, aber Absprachen über die Wahl von José Maria Bergoglio, dem späteren Papst Franziskus, gegeben habe, seien diejenigen, die sich an der Absprache beteiligt hätten, ipso facto exkommuniziert gewesen, weswegen sie im Konklave 2013 kein Stimmrecht hätten ausüben können.
Der dritte Einwand ist ein eher formales Argument. Am Abend des 13. März 2013 sei der vierte Wahlgang durchgeführt worden, der aber, weil eine Stimme zu viel abgegeben worden war, ungültig gewesen sei. Der fünfte Wahlgang hätte unmittelbar im Anschluss stattgefunden und eine ausreichende Mehrheit für Bergoglio erbracht. Tatsächlich hätte ein fünfter Wahlgang nach den Regelungen von UNIVERSI DOMINICI GREGIS erst am nächsten Tag durchgeführt werden dürfen.
Neidhart findet alle Thesen aus kirchenrechtlicher Sicht letztlich nicht überzeugend.

#### These VIII: Die Sedisvakanz begann mit dem Tode Benedikts XVI. 2022
Eine vergleichsweise junge Form des Sedisvakantismus geht von der Annahme aus, der Amtsverzicht Benedikts XVI. 2013 sei ungültig. Die Konsequenz einer solchen These wäre einerseits, dass Papst Franziskus nicht wirksam gewählt worden sein kann und seine Amtshandlungen ungültig seien, andererseits, dass Benedikt XVI. in Wahrheit auch über den 28. Februar 2013, zu welchem seiner Rücktrittserklärung zufolge die Sedisvakanz eintreten sollte, im Amt geblieben wäre. Sein Pontifikat hätte demnach wohl erst mit seinem Tode am 31. Dezember 2022 geendet. Die praktischen Konsequenzen einer solchen Annahme sind noch kaum diskutiert, zumal sowohl Benedikt XVI. selbst als auch sein Vertrauter Georg Gänswein nie einen Zweifel an der Gültigkeit des erklärten Rücktritts zugelassen haben.

#### Sonderfall: Die Siri-Hypothese

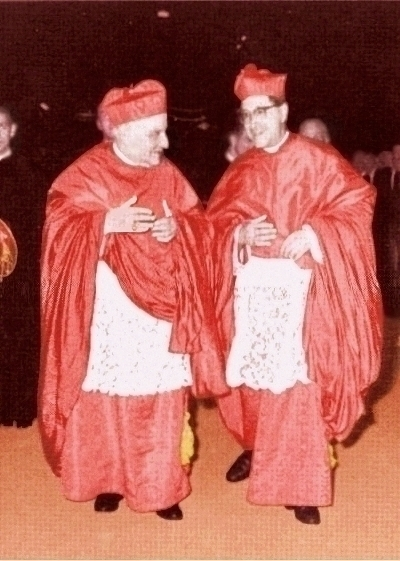
Nach der Siri-Hypothese soll im Konklave 1958 nicht Kardinal Roncalli (links), sondern Kardinal Siri (rechts) zum Papst gewählt worden sein.

Ein Sonderfall unter den Theorien über den Beginn einer Sedisvakanz beziehungsweise die Ungültigkeit der Wahl der jeweils amtierenden Päpste ist die sogenannte Siri-Hypothese. Sie bezieht sich auf den langjährigen Erzbischof von Genua und Kardinal Giuseppe Siri (1906–1989; Erzbischof seit 1946 und Kardinal seit 1953). Dieser galt nach dem Tode Pius XII. im Konklave 1958 in gewisser Weise als papabile, wenngleich er vielen als deutlich zu jung erschien. Das Wort soll damals die Runde gemacht haben, im Falle einer Wahl wäre er kein Heiliger Vater, sondern ein Ewiger Vater. Gleichwohl entstand das Gerücht, dass die Kardinäle ihn an Stelle von Johannes XXIII. zum Papst gewählt hätten und er den Papalnamen Gregor XVII. angenommen habe. Aufgrund externer Einflüsse sei aber nicht Siri, sondern der später „gewählte“ Kardinal Roncalli dem Volk als Johannes XXIII. präsentiert worden.
Wenn Siri tatsächlich eine gültige Wahl angenommen und einen Papstnamen gewählt hätte, wäre er, da er bereits Bischof war, von diesem Moment an Papst gewesen. Eine spätere Wahl eines anderen Papstes wäre dann nur nach seinem Ableben oder seinem Amtsverzicht möglich gewesen. Aus diesem Grunde erklären jene, die der Siri-Hypothese anhängen, dass er der wahre Papst gewesen sei. Den Umstand, dass Siri selbst sich nie auf diese angebliche Wahl berufen hat, erklären sie mit dem Geheimhaltungsgelübde, das jeder Teilnehmer eines Konklave vor dessen Beginn ablegen muss.
Die Siri-Hypothese wurde vor allem durch die Erklärungen des vietnamesischen Priesters Peter Khoat Van Tran gefördert, der behauptet hat, dass Siri bis zum Ende seines Lebens in der Furcht lebte, dass diejenigen Kräfte, die sein Pontifikat verhindert hätten, ihn töten würden, wenn er die Wahrheit berichtete. Weiter soll Siri Khoat anvertraut haben, dass er eine Reihe ausgesuchter Kardinäle beauftragt hätte, nach seinem Tod ein Konklave zur Wahl eines neuen Papstes abzuhalten. Andere behaupten, dass Siri Khoat selbst als Nachfolger bestimmt hätte. Dieser hat ein Nachfolgerecht aber selbst wohl nicht reklamiert.

### Einzelne Begründungen der Sedisvakanzthese
Wie schon soeben bei der Erörterung der Frage des Beginns der angenommenen Sedisvakanz gesehen, sind auch bei den konkreten Begründungen der Sedisvakanz-Theorie erhebliche Unterschiede in Umfang, Form und Inhalt zu erkennen.

#### Die Deklaration von Erzbischof Thuc
Der vietnamesische Erzbischof Thuc (s. u.) nimmt in verschiedener Hinsicht eine besondere Stellung unter den Sedisvakantisten ein. Vielfach auch innerhalb des Sedisvakantismus kritisiert, bleibt er der einzige geweihte Bischof, der einerseits Teil der Hierarchie der römischen Amtskirche war und sich andererseits offen zum Sedisvakantismus bekannte. Am 25. Februar 1982 veröffentlichte Thuc in München – Thuc hielt sich in dieser Zeit bei der Münchener Gruppe um Eberhard Heller und die Zeitschrift „Einsicht“ auf – eine Deklaration, mit der er die Zustände der Kirche beklagte, die, obwohl scheinbar im Wachstum, nicht gottgefällig sei, weil die Messen protestantisch und die Art der Sakramentenspendung nicht gottgefällig sei. Die Priester hingen falschen Tendenzen wie dem Modernismus oder dem Ökumenismus an und seien nicht mehr gewillt, Häresien zu verurteilen.
Der wenig in die Tiefe gehende Text der Deklaration schließt jedoch mit einer sehr eindeutigen Aussage: Als Römisch-katholischer Bischof urteile er, dass der Platz des Oberhauptes der Kirche vakant sei. Ihm obliege es daher, alles zu tun, damit die katholische Kirche in der Erfüllung ihrer Sendung für das Heil der Seelen aushalten könne.

#### Johannes Rothkranz: Sedisvakanz seit 1965
Ein Teil der Sedisvakantisten beruft sich dabei auf die Theorie des Papa haereticus von Robert Bellarmin und der absoluten Temerität des Lehramtes, einer These der Neuscholastik. Ein Beispiel hierfür ist der Theologe Johannes Rothkranz, der in seinem zweibändigen, 1995 erschienenen Werk Die Konzilserklärung über die Religionsfreiheit damit argumentiert, dass Papst Pius IX. am 8. Dezember 1864 in der Enzyklika Quanta Cura (Syllabus Nr. 15 u. Nr. 77–79, DH 2915 u. 2977–2979) die Religionsfreiheit verurteilt habe und dies ein formales Dogma gewesen sei. Papst Paul VI., habe nun das Gegenteil dieses Dogmas dogmatisiert, als er am 7. Dezember 1965 die Forderung der Religionsfreiheit durch das Zweite Vatikanum in der Erklärung Dignitatis humanae (vgl. DH 4240–4245) verkündete. Durch diesen Akt der absoluten Temerität habe Paul VI. sein Amt verloren, und so sei es am 7. Dezember 1965 zur gegenwärtigen außerordentlichen Sedisvakanz gekommen.
Einige Jahre später versuchte Pfarrer Manfred Adler in einer Kleinschrift, die These zu widerlegen.

#### Cassiciacum-These oder Sedisprivationismus
Der Dominikaner Guérard des Lauriers legte eine eigenständige Begründung der Sedisvakanz des Apostolischen Stuhls vor, die zugleich eine wesentliche Modifizierung der Sedisvakanz-Theorie enthielt. Seine Position wird von ihren Anhängern als Cassiciacum-These oder auch nur als Die These bezeichnet, während sich bei Dritten die Bezeichnung Sedisprivationismus etabliert hat.

##### Veröffentlichung der „These“

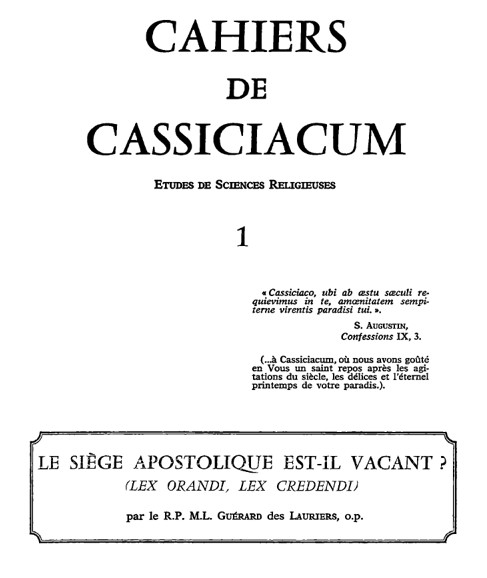
Cahiers de Cassiciacum Erstveröffentlichung der These

Die Erstveröffentlichung erfolgte im Mai 1979 in der Zeitschrift Cahiers de Cassiciacum, woraus sich die Bezeichnung Cassiciacum-These herleitet.

##### Cahiers de Cassiciacum
Die Zeitschrift Cahiers de Cassiciacum hatte Guérard des Lauriers eigens zur Präsentation seiner These begründet. Noch heute sprechen Sedisprivationisten in der Beschreibung ihrer Position von der Annahme der These.
Die erste Ausgabe der neu gegründeten Zeitung beginnt mit einer Darstellung des Martyriums des heiligen Hermenegild, auf das sich die Herausgeber offenbar berufen, wenn sie zum Abschluss der Darstellung schreiben: «Ainsi donc, contrairement aux doctrines honteusement opportunistes des actuels recyclés, il n’y a pas lieu d’accepter les yeux fermés n’importe quelle messe, n’importe quelle communion, n’importe quel évêque, sous prétexte d’obéissance et de précepte.» Es folgt eine kurze Einführung von Jacques-Marie Seuillot, in welcher er darlegt, dass die neue Zeitschrift eine theologische Aufarbeitung der gegenwärtigen Glaubenskrise versuchen wolle. Von S. 5–32 folgt dann der eigentliche Aufsatz von Guérard des Lauriers, Le Siège apostolique est il vacant?. Gleichsam als Konsequenz aus den Ergebnissen dieser Vakanzüberlegung befasst sich Guerard des Lauriers ab S. 33 unter der Überschrift Lex orandi, lex credendi mit der Frage, ob das Hochgebet noch Pro Pontifice nostro Paulo, also una cum gebetet werden kann, was er im Ergebnis ablehnt. Den Abschluss bildet eine Darstellung von Bernard Lucien zu dem groß angelegten Werk Guérard des Lauriers über die neue Messe (N.O.M.) (S. 113–117).
In den folgenden Jahren erschienen weitere Ausgaben der Zeitschrift.

##### Der Verfasser: Guérard des Lauriers
Guérard des Lauriers war seit 1933 als Professor für Philosophie an der Dominikanerhochschule Le Saulchoir bei Paris tätig, später in Rom, am Angelicum und an der Lateran-Universität. Er wurde von Papst Pius XII. zu den Vorarbeiten um die Verkündung des Mariendogmas 1950 hinzugezogen. Später arbeitete er maßgeblich an der sogenannten Ottaviani-Intervention mit. Aus Protest gegen die Ergebnisse des Zweiten Vatikanischen Konzils beendete er seine Lehrtätigkeit in Rom und unterstützte fortan Erzbischof Lefebvre bei der Priesterausbildung. 1977 überwarf er sich jedoch über die Frage der Rechtmäßigkeit des Pontifikats Pauls VI. mit Lefebvre und verließ das Kollegium in Econe.
Nachdem er sich 1979 zum Sedisprivationismus bekannte, beziehungsweise diesen durch die Publikation der Cassiciacium-These begründete, und somit die Amtsgewalt von Paul VI. und später auch Johannes Paul II. bestritt, wandte er sich immer weiter von der Amtskirche ab. Im Alter von 82 Jahren ließ er sich in Toulon von Pierre Martin Ngô Đình Thục, vormals Erzbischof von Huế (Vietnam), zum Bischof weihen, weswegen er exkommuniziert wurde.
Guérard des Lauriers starb am 27. Februar 1988 im Alter von 89 Jahren in Suresnes bei Paris und wurde am 1. März 1988 auf dem Pfarrfriedhof von Raveau beigesetzt.

##### Inhalt der These
Guérard des Lauriers argumentiert, dass die nachkonziliaren Päpste zwar im Besitz einer gültigen Wahl zum Papst seien, das Amt aber aufgrund eines offensichtlichen Defekts durch die von ihnen vertretenen Häresien nicht mit Vollmacht ausüben könnten. Während die auf Bellarmin zurückgehende Erklärung lautet papa haereticus non est papa, sagt Guérard des Laurieres über Paul VI. (und seine Nachfolger), dass er papa materialiter non formaliter sei. Guérard des Lauriers erklärt dies näher dahingehend, dass Papa materialiter derjenige sei, der den Apostolischen Stuhl besetze, während Papa formaliter derjenige sei, der in der Kirche im Namen Christi Autorität ausüben könne. Spätestens mit der von Paul VI. veröffentlichten Konzilserklärung zur Religionsfreiheit, Dignitatis humanae, am 7. Dezember 1965 habe Paul VI. die Möglichkeit der Ausübung von Autorität in der Kirche verloren, weil er durch die Verkündung dieser Häresie nicht mehr in der Einheit mit der von Jesus Christus gegründeten Kirche stände.

##### Konsequenzen
Die Konsequenzen der Cassiciacum-These sind weitreichend, sowohl in ihrer Abgrenzung zur römischen Amtskirche als auch zum traditionellen Sedisvakantismus, auch wenn letztere in der Praxis nicht immer manifestiert wird.
Gegenüber der Amtskirche ergibt sich nach Guérard des Lauriers und seinen Anhängern, dass die Päpste seit Paul VI. nur materialiter im Amt seien. Deswegen gibt es keine Pflicht, ihnen in den Punkten zu folgen, in denen sie von der traditionellen Lehre der Kirche abweichen oder diese ablehnen. Sie sind formaliter nicht Papst.
Gegenüber dem traditionellen Sedisvakantismus ist diese Lehre aber nicht nur eine Spielart, auch wenn sie vielfach so aufgefasst wird, sondern etwas grundlegend anderes, weil die nachkonziliaren Päpste materialiter als Papst anerkannt werden. Das hat in der ursprünglich vorgetragenen Form der These etwa zur Folge, dass der papa materialiter, wenn er die vom I. Vatikanischen Konzil dogmatisierte Unfehlbarkeit in Anspruch nähme, was zumindest Paul VI. nicht getan hat, das außerordentliche, unfehlbare Lehramt ausüben könnte. Weiter zeigen sich die praktischen Unterschiede, wenn es um die Frage der Beendigung der Sedisvakanz beziehungsweise das Fehlen eines auch formaliter gültigen Papstes geht: Der Sedisvakantismus nimmt hier an, dass der verbliebene glaubens- und traditionstreue Kern, die eigentliche römisch-katholische Kirche, nach Wiederherstellung der kirchlichen Ordnung einen neuen Papst wählen müsse. Tatsächlich hat es Versuche derartige Papstwahlen schon gegeben, etwa die Wahl von Victor von Pentz zu „Linus II.“. Der Cassiacium-These folgend müsste hingegen derjenige, der den Stuhl Petri materialiter besetzt hält, zunächst dieser Würde verlustig gehen, ehe ein neuer Papst gewählt werden kann. Bis zu diesem Zeitpunkt hätte es der widerrechtliche Besetzer des Papsttums wohl auch in der Hand, durch Abschwören der von ihm vertretenen Häresien zur katholischen Kirche zurückzufinden und könnte sein Amt dann auch wieder formaliter ausüben.

##### Die BezeichnungSedisprivationismus
Der Begriff des Sedisprivationismus wurde von dem sedisvakantistischen britischen Theologen William J. Morgan geprägt. Morgan selbst lehnte die Cassiciacum-These ab und wollte die sedisprivationstische Theorie gegen den von ihm vertretenen Sedisvakantismus abgrenzen. In sedisprivationsitischen Kreisen selbst spricht man weitgehend immer noch von der These. Bischof Sanburn, gegenwärtig Oberhaupt der wohl größten sedisprivationistischen Gruppierung, lehnt den Begriff des Sedisprivationismus ausdrücklich ab.

### Theoretische Zurückweisungen des Sedisvakantismus

#### Ludwig Neidhart
In einem 2022 in Witzigrad gehaltenen Vortrag formuliert der Theologe Ludwig Neidhart drei Argumente gegen die Sedisvakanzthese:
Als erstes benennt er die logische Inkonsequenz, die darin liegen soll, dass ein Papst entweder sein Amt in dem Moment verliere, wo er etwas Falsches dogmatisiere oder ein formales Dogma leugne, oder dass ein irrender Papst sein Amt schon vorher verloren hätte. Im ersten Fall seien alle nachkonziliaren Päpste noch im Amt, weil sie gerade kein neues Dogma hätten verkünden wollen, im zweiten Falle müssten auch frühere im Irrtum befindliche Päpste ihr Amt verloren haben. Da die Vertreter des Sedisvakantismus beide Aussagen ablehnten, erscheine das Konstrukt logisch inkonsequent.
Das zweite von Neidhart vorgebrachte Argument liegt in den fehlenden Notae Ecclesiae. Nach der Sedisvakanzthese seien die vier im Glaubensbekenntnis genannten Erkennungsmale der „einen, heiligen, katholischen und apostolischen Kirche“ offenbar nicht mehr im Vollsinn vorhanden. An der Einheit fehle es, weil diese die Einheit mit dem Papst bedinge. Ebenso sei die Katholizität nicht gegeben, weil keine der Kleingruppen als der Berg betrachtet werden könne, der die ganze Erde erfülle (Dan. 2, 35) oder die Stadt, die niemandem verborgen bleiben kann (Mt. 5, 14). Gerade dies sei aber die biblische Beschreibung der Katholizität.
Schließlich benennt Neidhart als drittes Argument die fehlende Kontinuität des Papstamtes. Es sei ein auf Mt. 16, 18 gestützter katholischer Glaubenssatz, dass die Kirche auf dem Fundament des Petrusamtes ruhe und die Mächte der Hölle sie nicht überwältigen können. Daraus folge, dass es „immer“ einen Papst geben werde und das sei mit einer nunmehr angeblich seit Jahrzehnten andauernden Sedisvakanz nicht vereinbar. Das ergebe sich auch aus der dogmatischen Konstitution Pastor Aeternus vom 18. Juli 1870, mit der das Erste Vatikanische Konzil bestimmt habe, dass das Papstamt bis an das Ende der Zeiten fortbestehen müsse. Schließlich beruft Neidhart sich zu diesem Punkt auf das Konzil von Konstanz, das die Aussage des Jan Hus, „die Apostel und gläubige Priester leiteten die Kirche tatkräftig in den heilsnotwendigen Dingen, bevor das Amt des Papstes eingeführt wurde; und so würden es auch bis zum Tag des Gerichts tun, wenn es dann – was sehr gut möglich ist – keinen Papst mehr gäbe“; denn die Verurteilung dieser Aussage führe zu der Annahme, dass es bis zum Weltgericht kontinuierlich einen Papst geben werde. Daneben sei aber eine sich über mehrere Generationen erstreckende Sedisvakanz ausgeschlossen.

#### Franz Schmidberger
2015 publizierte Franz Schmidberger, bis 1994 Generaloberer der Priesterbruderschaft St. Pius X., in den Ausgaben Nr. 26 und 27 des Athanasius-Boten (s. u.) einen Beitrag zu Amt und Person des Simon Petrus und nimmt dort insbesondere zu der Sedisvakanz-Theorie Stellung. Er findet gleich mehrere Gründe zu deren Verwerfung.
So soll nach dem Zeugnis bedeutender Theologen nicht allein die materielle Häresie, sondern allenfalls die formelle Häresie und diese möglicherweise auch nur, wenn die Kirche feststellt, dass der amtierende Papst ihr verfallen ist, zum Verlust des päpstlichen Amtes führen. Aus den Ausführungen des heiligen Bellarmin ergebe sich nichts anderes, weil dieser lediglich Spekulationen anstelle und ausdrücklich erklärt habe, der Gedanke, dass ein häretischer Papst sein Amt verliere, sei unwahrscheinlicher als der, dass ein Papst erst gar nicht der Häresie verfallen kann. Weiter habe das I. Vatikanum als unfehlbaren Bestandteil der kirchlichen Lehre postuliert, dass der selige Petrus im Primat über die gesamte Kirche fortdauernd Nachfolger habe. Dieser Gedanke sei mit einer aktuell schon sechzig Jahre andauernden Sedisvakanz nicht vereinbar. Schließlich habe Jesus seinen Aposteln seinen beständigen Beistand verheißen (Mt. 28,20), was nicht damit vereinbar sei, dass bei Annahme einer fortdauernden Sedisvakanz die „gesamte kirchliche Hierarchie, die ja aus den Nachfolgern der Apostel besteht“, zugrunde gegangen sei.
Neben diesen theologischen Gründen benennt Schmidberger noch Argumente des gesunden Menschenverstandes, die gegen die Theorie einer außerordentlichen Sedisvakanz des Apostolischen Stuhls sprächen. Zunächst habe Jesus den Simon Petrus zum Fundament der Kirche gemacht, was gegen eine Theorie spräche, durch welche dieses Fundament der Kirche in Wegfall geriete. Sodann sei die Uneinigkeit der Anhänger der Sedisvakanz-These über den Zeitpunkt, seit dem diese Sedisvakanz bestehe, ein Zeichen für die Unwahrheit der These; denn wenn der Kirche ihr „sichtbares Haupt“ fehle, müsste dies evident sein. Es sei gänzlich unklar, wie die Kirche bei einer seit dem Tod von Pius XII. bestehenden Sedisvakanz ohne direktes göttliches Eingreifen je wieder zu einem Papst gelangen solle. Die Sedisvakantisten würden zudem verkennen, dass die Kirche keine „Gemeinschaft der Reinen“ sei, sondern auch Sünder in ihrem Schoß berge und dass der in ex-cathedra-Entscheidungen unfehlbare Papst ansonsten fehlbar bleibe. Schließlich habe schon Jesus Christus selbst darauf hingewiesen, dass ein guter Baum keine schlechten Früchte bringen könne, Die Sedisvakanten aber seien zahlenmäßig gering, in sich völlig zerstritten und ohne missionarischen Eifer.
Bei aller Kritik an der römischen Kirchenleitung fasst Schmidberger daher zusammen:

„Wir anerkennen Papst Franziskus als rechtmäßigen Nachfolger des hl. Petrus und beten für ihn umso mehr, je beängstigender und verwirrender sein Kirchenkurs ist. Schließlich ist ja die Kirche nicht unsere Kirche, sondern die Kirche Jesu Christi, und der Papst ist sein Stellvertreter auf Erden. Er wird ihn zu seiner Zeit umkehren lassen, damit er seine Brüder im Glauben stärke – darum beten wir – oder aber ihn gemäß seiner weisen Vorsehung auf seine Art von seinem Amt abberufen.“

### Terminologie
Die Terminologie ist, gerade für Außenstehende, nicht einfach zu verstehen. Aus der Perspektive der römischen Kurie ist die in Einheit mit dem jeweils amtierenden Papst stehende Hierarchie „die“ römisch-katholische Kirche, während alle sedisvakantistischen, sedisprivationistischen oder sonst nicht mit dem Papst in Einheit stehenden Gruppierungen schlicht Schismatiker sind.
Im Gegenzug bezeichnen einige Sedisvakantisten wie Johannes Rothkranz, Árpád Kovács und Rolf Hermann Lingen die römisch-katholische Kirche als von einem „Pseudopapst“ geführte „Sekte“, ihre jeweils eigenen Anhängerschaften hingegen als papstlose „katholische Kirche“ (die „die Sedisvakanz zur Kenntnis nehme“). Der Begriff der Konzilskirche, ursprünglich von Kardinal Bellini verwendet, wurde von den traditionalistischen und sedisvakantistischen Kritikern der nachkonziliaren Reformen aufgegriffen, um sich gegen diese Kirche abzugrenzen, weswegen Ratzinger sich in den Gesprächen mit Erzbischof Lefebvre von diesem Begriff wieder distanziert haben soll. Rolf Herrmann Lingen wiederum musste sich vor dem Amtsgericht Dorsten gegen den Vorwurf verteidigen, er habe die Titel eines römisch-katholischen Priesters verwendet, weil er sich als Pater Lingen bezeichnet. Lingen verteidigte sich im Prozess dahingehend, er sei ein römisch-katholischer Priester, im Gegensatz zu den meisten "geweihten" Amtsträgern der von ihm so genannten "V2-Sekte".

## Praxis des Sedisvakantismus
Ihrem Selbstverständnis nach leben die Anhänger des Sedisvakantismus in der größten Glaubens- und Kirchenkrise in der gesamten Kirchengeschichte, weil die meisten Amtsträger nicht gültig gewählt beziehungsweise ernannt wurden, umgekehrt die wenigen Repräsentanten der wahren katholischen Kirche zwar die Weihegewalt innehaben, aber im Wesentlichen keine Jurisdiktion, wobei die Ansichten, in welcher Weise eine Hierarchie und damit Jurisdiktionsgewalt dennoch besteht, im Detail voneinander abweichen.

### Leben mit den nach dem alten Ritus gespendeten Sakramenten
Die meisten Einrichtungen leben in der Praxis davon, dass sie von "gültig", das heißt, nicht im neuen Ritus geweihten Priestern und Bischöfen die Sakramente empfangen und in der einen oder anderen Weise auf eine Erneuerung der Kirche hoffen. Die einzelnen Gemeinden oder Gruppen, die sich hierzu bilden, sind oft eher klein. Eine zentrale Rolle spielen die Bischofsweihen, weil nur durch sie die Apostolische Sukzession weitergegeben werden kann. Da die Sedisprivationisten zumeist durch Bischof Robert McKenna oder von ihm konsekrierte Bischöfe geweiht wurden, führen sie ihre Weihelinie über Bischof Guérard des Lauriers auf Erzbischof Thuc zurück. Die Gültigkeit der von diesem gespendeten Weihen, die von etlichen Sedisvakantisten, etwa Bischof Clarence Kelly bestritten wird, ist daher eine zentrale Voraussetzung für sedisprivationistische Gemeinschaften. Auch hier muss aber gesehen werden, dass auch etliche Sedisvakantisten zwar die Cassiciacum-These von Guérard des Lauriers ablehnen, die Thuc-Weihen aber für gültig halten.

### Bischöfliche Erklärung
Zur „Situation der Kirche“ veröffentlichten die sedisprivationistischen Bischöfe Mc Kenna, Vida Elmer und Oliver Ovarec zusammen mit dem später von Ovarec konsekrierten Abt Hesson in der von McKenna und Hesson herausgegebenen Zeitschrift Catholics for ever bischöfliche Erklärung, welche die Sicht eines von Rom getrennten katholischen Bischofs auf die kirchliche Situation widerspiegelt. Die auf das Fest vom Heiligsten Herzen Jesu 1989 datierte Erklärung wurde später auch von Sedisvakantisten, welche die Cassiciacum-These ablehnen signiert und im deutschsprachigen Raum in einer Übersetzung von Eugen Golla im April 1990 in der Zeitschrift Einsicht publiziert. Die Erklärung umfasst fünfzehn Punkte, die sinngemäß folgendes beinhalten:
1. Im ersten Punkt erklären die Bischöfe, „die durch außergewöhnliche Umstände wurden, die heilige Mission der … Kirche mangels eines wahren römischen Papstes zu erhalten“, dass die gegenwärtige Hierarchie der Amtskirche infolge eines Widerspruchs hinsichtlich des Ökumenismus nicht im Namen der katholischen Kirche spreche. Die wahre, auf dem Felsen von Petri Glauben errichtete Kirche Gottes könne niemals einen Irrtum lehren oder sich selbst widersprechen.
2. Die Bischöfe beanspruchen zwar während der Abwesenheit eines Papstes als Obersten Hirten nicht die Vollmacht oder Jurisdiktion, die ernannten Ordinarien einer Diözese zukomme, besäßen aber als in der apostolischen Sukzession rechtmäßig Geweihte nicht nur die sakramentalen Vollmachten des Bischofsamtes, sondern auch das Lehramt, das ihm eigen sei. Deshalb werden die Gläubigen zur Abkehr der Positionen des Zweiten Vatikanischen Konzils aufgerufen und es wird von ihnen gefordert, "an der Tradition festzuhalten".
3. Die konziliaren Reformen seien dazu ersonnen, die Kirche zu modernisieren und somit "nicht auf dem Fels des katholischen Glaubens, sondern auf dem Sand des Ökumenismus" errichtet, weswegen an ihnen weder teilgehabt werden könne, noch ein Katholik sie unterstützen dürfe.
4. Das Gift des Ökumenismus werde in dem "neuen Kult", also der Novus-Ordo-Messe offenbar und das Haus Gottes hierdurch erschüttert. Die Klagelieder des Propheten Jeremias seien auf erschreckliche Weise in Erfüllung gegangen.
5. Im Lauf der Zeit nach dem Konzil sei die Unordnung in der Kirche gewachsen, beinahe unübersehbar seien die von apostatischen Prälaten und Priestern verübten Skandale.
6. Die Herde Christi sei verstreut. Ein hoher Prozentsatz habe aufgehört, den Glauben zu praktizieren. Was könne man anders in dieser Zerstreuung der Schafe seien, als dass der Hirte selbst geschlagen (Matth. 26,31) und die Kirche des Stellvertreters Christi beraubt werde?
7. Das neue Kirchengesetz von 1983, das zugleich mit dem Konzil geplant worden sei, besiegele die durch das Konzil verursachte Zerstörung.
8. Den Verfassern als katholischen Bischöfen obliege es, das unfehlbare und unwandelbare Lehramt der Kirche zu verteidigen und aufrechtzuerhalten. Die durch das Konzil eingeleitete Ära besitze die Zeichen der großen Apostasie, die dem Antichristen vorausgeht, wie es der Apostel in seinem zweiten Brief an die Thessalonicher sage.
9. Das katholische Gewissen könne keine Kompromisse schließen. Man könne nicht, wie einige es wollten, den Konzilspäpsten göttliche Autorität zuerkennen und ihnen zugleich unter dem Vorwand, dass sie nicht unfehlbar lehrten, den Gehorsam verweigern.
10. Vielen wolle es zu viel verlangt erscheinen, ihre Pfarreien zu verlassen und strikt an der katholischen Disziplin festzuhalten. Diejenigen, die keine eigenen Priester oder Seelsorger und keine gültigen Messen mehr hätten, würden sich fragen, ob es für sie möglich sei, geistig zu überleben und ihre Seele zu retten.
11. Als Hirten Christi erkennten die Hirten diese Sorgen voll und ganz an, trotzdem gäbe es beim Glauben keine Kompromisse. Sein äußeres Bekenntnis und seine Praxis müssten ganz mit der katholischen Lehre übereinstimmen. Es gäbe tatsächlich nur wenige Priester, die ihren Dienst in Übereinstimmung mit den hier vorgetragenen Prinzipien versähen. Wie die Vorväter zu Zeiten der englischen Reformation seinen die Katholiken jedoch aufgerufen, ihren Glauben präzise zu bekennen, indem sie es ablehnten, an den neuen Riten teilzuhaben. Auch sollten sie nicht jenen traditionellen lateinischen Messen beiwohnen, welche in Gemeinschaft (una cum) mit dem falschen Papste und den ihm untergeordneten Bischöfen dargebracht werden.
12. Es sei nicht so, als ob es keine Alternative gebe. Wo die Seelsorge eines rechtgläubigen Priesters nicht vorhanden sei, gebe es die Alternative des heiligen Rosenkranzes. Niemand werde verloren gehen, der aufrichtig betet. Der Rosenkranz solle nicht nur privat gebetet werden, sondern auch in Gemeinschaft, besonders an Sonntagen, mit möglichst vielen Katholiken aus der Nachbarschaft. Damit solle auch die geistige Kommunion verbunden sein. Das inbrünstige Verlangen, das Sakrament zu empfangen, vermöge viel Gnade zu vermitteln. Kinder müssten auf der Basis des Katechismus gelehrt und, falls erforderlich, auch in Abwesenheit eines Priesters getauft werden.
13. Der eigentliche Grund des gegenwärtigen einzigartigen Unglücks läge natürlich in unseren Sünden, wobei die Bischöfe auf das Buch Daniel verweisen.
14. Das Ausmaß des Unglücks bezeichne das Ausmaß unserer Vergehen, da wir die Gebote Gottes und seiner Kirche missachtet hätten. Wir sollten also unsere Reue unseren Vergehen entsprechen lassen und als treue Katholiken leben. Die Verteidigung des Papsttums, wie es von Christus eingesetzt wurde, sei an Hauptanliegen der Bischöfe.
15. Die Bischöfe schließen: "Wir ermahnen ernstlich die Leser dieser Erklärung zum Apostolat, diese bei den Gläubigen zu verbreiten, einschließlich denen, die von der Kirche wegen der furchtbaren Nachwirkungen des Konzils abfielen. Wir stellen die Sache unseres katholischen Bündnisses unter den Schutz des unbefleckten Herzens Mariens, ihres keuschesten Bräutigams, des hl. Josephs und des hl. Michaels, des Fürsten der himmlischen Heerscharen."

## Gruppen und Personen
Schon bald nach dem Zweiten Vatikanischen Konzil bildeten sich sedisvakantistische Gruppen auch im deutschsprachigen Raum; heute existieren nicht mehr viele davon:
- Die Kulturvereinigung St. Pius X. betreibt heute noch je einen Gottesdienst in Karlsruhe und Heilbronn. Personell war sie mit der 2012 aufgelösten Bewegung für Papst und Kirche e. V. verflochten. Sie ist im Übrigen nicht mit der Priesterbruderschaft St. Pius X. zu verwechseln.
- Der sedisvakantistische Priester Juan María Fernández y Krohn verübte am 12. Mai 1982 ein Attentat auf Papst Johannes Paul II.; dieser überlebte den versuchten Mord leicht verletzt, der Priester wurde zu einer sechseinhalbjährigen Freiheitsstrafe verurteilt.[36]
- Günther Storck und Pierre Martin Ngô Đình Thục waren sedisvakantistische Bischöfe.
- Der Soziologe Wigand Siebel leitete das Oratorium von der göttlichen Wahrheit bis zu seinem Tod Ende August 2014.
- Bekennender Sedisvakantist war ferner der 2007 verstorbene Münchener Philosophieprofessor Reinhard Lauth, Vertreter der Transzendentalphilosophie im deutschen Sprachraum und Herausgeber der Fichte-Gesamtausgabe.
- Die Sammlung glaubenstreuer Katholiken (Saka) existiert heute nur noch in Basel, nachdem die Saka-Informationen im Streit mit Siebel eingestellt wurden.
- In Belgien, vor allem dem deutschsprachigen Teil, war Paul Schoonbroodt der bekannteste Vertreter des Sedisvakantismus; er war zwei Jahre Präsident der SAKA, nachdem es zur Trennung von Siebel kam.
- Der sedisprivationistische Bischof Geert Stuyver betreut belgische Gläubige seelsorglich und führt Weihen für das Institut Mater Boni Consilii (alias Sodalitium Pianum) durch.
- Der Sedisvakantist Markus Martin Ramolla, der sich seit 2013 als römisch-katholischer Bischof bezeichnet, führte 2017 bei einer Demonstration von Pegida in München eine Kreuzsegnung durch. Das Erzbistum Köln warnte vor Romalla.[37][38]
- Im Jahre 2000 bekannte sich Gerd-Klaus Kaltenbrunner öffentlich zum Sedisvakantismus, als er zu einer geplanten öffentlichen Erklärung der Priesterunion „Trento“ unter der Leitung von Martín Dávila Gándara Stellung bezog.[39] Dabei bejahte er ausdrücklich den Nachweis der Sedisvakanz von Wigand Siebel und meinte, dass Pius XII. der letzte Papst gewesen sei.[40]
- Carlo Maria Viganò ist ein exkommunizierter, schismatischer und möglicherweise sedisvakantistischer oder sedisprivationistischer Titularerzbischof. Ein eindeutiges Bekenntnis zum Sedisvakantismus liegt jedoch bislang nicht vor.

In den USA sind Katholiken sedisvakantistischer Strömungen stärker verbreitet als in Europa. Anfang der 1980er Jahre gründeten dort ehemalige Mitglieder der Priesterbruderschaft St. Pius X. die sedisvakantistische Priesterbruderschaft St. Pius V. Von diesen Priestern wurden inzwischen einige zu Bischöfen geweiht, nämlich Daniel Dolan, Clarence Kelly sowie Donald J. Sanborn. Andere verließen die Bruderschaft wieder. Daneben ist in den USA die Congregation of Mary Immaculate Queen eine bedeutende Gruppierung des Sedisvakantismus.
Einige kleine Gruppen riefen Päpste aus, um die angenommene Sedisvakanz des Heiligen Stuhles zu beenden. Zu diesen Gruppen, die im Englischen auch als „Conclavists“ bezeichnet werden, gehört etwa die Palmarianisch-katholische Kirche, die auf angebliche Marienerscheinungen und Visionen des Spaniers Clemente Domínguez y Gómez zurückgeht, der sich nach dem Tode Papst Pauls VI. nach einer solchen Vision als „Gregor XVII.“ zum Papst krönen ließ. Andere sind Viktor von Pentz („Linus II.“), David Bawden („Michael I.“; † 2022) und Lucian Pulvermacher („Pius XIII.“; † 2009). Eine weitere Gruppe ist die Gemeinschaft Apostel der unendlichen Liebe.

## Priesterausbildung
In München gründete Günther Storck zu Beginn der 1980er Jahre ein eigenes Priesterseminar, das St.-Athanasius-Priesterseminar Heilig Blut, das bis zur Auflösung vom Förderverein St. Athanasius e. V. getragen wurde. Nach Storcks Tod 1993 kam der Lehrbetrieb mangels Seminaristen und Dozenten zum Erliegen. Bemühungen, den Lehrbetrieb wiederaufzunehmen, scheiterten.

## Publizistik
Das auflagenstärkste Periodikum aus den Reihen der Sedisvakantisten waren ursprünglich die monatlich erscheinenden Saka-Informationen, die von Alfons Eisele redigiert und ab 1976 von der Sammlung glaubenstreuer Katholiken (Saka) in Basel herausgegeben wurden. Nach dem Tode von Eisele übernahm Wigand Siebel die Redaktion und den Vorsitz der Saka. Wenige Monate später wurde er aber abgewählt und die Saka-Informationen mangels Personals eingestellt, weil Siebel bei einer Jahrestagung unbedingt ein homöopathisches Medikament (Oratoriumswasser) bekannt machen und verbreiten wollte.
Die von der durch Elisabeth Gerstner gegründeten Liga katholischer Traditionalisten e. V. herausgegebene Zeitschrift Kyrie eléison. Organ der Liga Katholischer Traditionalisten erschien quartalsweise von 1.1971/72 (1971) bis 32.2003,4 im Format A 5. In der Zeitschrift erschienen immer wieder Aufsätze, die die Voraussetzungen klären wollten, wie ein neuer Papst gewählt werden kann. Nach dem Tode des Chefredakteurs Manfred Böker wurde ihr Erscheinen eingestellt.
Etwa 2001 wurde die 1992 begründete Zeitschrift „Athanasius“ (ehem. ISSN 0949-6165) eingestellt. Sie wurde vom Förderverein St. Athanasius e. V. des Priesterseminars Heilig Blut in München herausgegeben und von Dr. Josef Filser redigiert.
Heute existiert noch die „Einsicht“ des Freundeskreises der Una Voce – Gruppe München, nicht zu verwechseln mit der Internationalen Föderation der Una Voce. Chefredakteur ist der promovierte Philosoph und Lektor Eberhard Heller. Er gehörte zum Kreis um Reinhard Lauth, mit dem er sich aber in den 80er Jahren des 20. Jahrhunderts überworfen hat. Die Einsicht ist zwar das momentan am weitesten verbreitete Periodikum, aus der Sicht einiger Sedisvakantisten (zum Beispiel Johannes Rothkranz, Rolf Hermann Lingen, P. Seraphin) arbeitet sie jedoch kontraproduktiv.
Eher spirituell und theologisch gemäßigt sind die zweimonatlich erscheinenden Beiträge zur geistlichen Erneuerung aus dem katholischen Glauben. Der Arbeitskreis Katholischer Glaube gibt das Heft heraus.
In Deutschland bietet seit 1988 der Anton A. Schmid in Durach, insbesondere mit seinem Verlagsprogramm Pro Fide Catholica, kirchenkritische Schriften aus traditionalistischer Sicht an (einschließlich antijudaistischer/antisemitischer, antizionistischer, antimuslimischer, verschwörungstheoretischer und geschichtsrevisionistischer Publikationen), aber auch erbauliche Literatur und Devotionalien. Veröffentlicht wurden Schriften von Johannes Maria Bauer, dem Mitgründer der Marienkinder, von Johannes Rothkranz und Frank Hills, aber auch des gegenüber dem Sedisvakantismus kritischen, 2005 verstorbenen Priesters Manfred Adler (der 1978 wegen der Schrift Söhne der Finsternis über eine vermeintliche Bedrohung durch eine jüdisch-freimaurerische Weltverschwörung als Religionslehrer suspendiert worden war). In einem vom Bistum Augsburg gegen den Verlag angestrengten Prozess erreichte dieser in dritter Instanz, sich und sein Buchprogramm weiterhin „katholisch“ nennen zu dürfen.
Der kleine Verax-Verlag in Müstair (Schweiz) war ursprünglich der Priesterbruderschaft St. Pius X. nahestehend, bis der Inhaber Andreas Pitsch eine sedisvakantistische Position annahm. Über die allgemein sedisvakantistische Ansicht hinaus, dass die Bischofs- und Priesterweihen der „Konzilskirche“ seit der Einführung des neuen Ritus 1969 nicht mehr gültig gespendet werden, vertritt er die Ansicht, dass die Bischofsweihen durch Erzbischof Marcel Lefebvre zwar gültig, jedoch nicht erlaubt waren und auch die Sakramente durch Geistliche der Piusbruderschaft oder des Sedisvakantismus unerlaubterweise gespendet werden. Die Ausübung des katholischen Glaubens müsse sich daher in der derzeitigen Notlage der katholischen Kirche auf das Gebet beschränken. Der Verlag Verax verlegt traditionell-katholische Bücher, u. a. das Schrifttum von Robert Mäder, und wurde bekannt durch seine kritischen Publikationen zu den kirchlich nicht anerkannten Erscheinungen von Međugorje.
Andreas Pitsch veröffentlichte am 6. August 2008 zusammen mit den Erstunterzeichnern Armin Benedikter aus Girlan (Italien) und Hans-Jürgen Krug aus Bad Säckingen (Deutschland) eine Erklärung (Öffentliche Glaubenserklärung vom 6. August 2008), in der die Autoren bekannt geben, dass sie von einer Vakanz des päpstlichen Stuhles seit dem Tode Pius’ XI. (10. Februar 1939) ausgehen. Begründet wird diese Vakanz unter anderem mit folgendem im Syllabus errorum von Papst Pius IX. vom 8. Dezember 1864 verurteilten Satz: „Die römischen Päpste und die allgemeinen Konzilien haben die Grenzen ihrer Gewalt überschritten, Rechte der Fürsten usurpiert und in Festsetzung der Glaubens- und Sittenlehren geirrt.“ Der Gegensatz, der die Glaubenslehre wiedergebe, laute daher: „Die römischen Päpste und die allgemeinen Konzilien haben die Grenzen ihrer Gewalt nicht überschritten, keine Rechte der Fürsten usurpiert und in Festsetzung der Glaubens- und Sittenlehren nicht geirrt.“ Als Schlussfolgerung daraus ergebe sich nach Meinung der Erstunterzeichner, dass sich ein wahrer Papst und ein wahres Konzil in unserer Zeit und in Zukunft ebenfalls nicht in der Festsetzung von Glaubens- und Sittenlehre irren können, was jedoch nicht auf die Scheinpäpste seit einschließlich „Pius XII.“ (dieser letztere hat zum Beispiel die sogenannte historisch-kritische Methode in der Bibelexegese zugelassen und Liturgie-Veränderungen vorgenommen) zutreffe. In der Erklärung geben sie die ihrer Meinung nach objektiven Bedingungen an, die ein Mitglied der katholischen Kirche unter diesen Umständen erfüllen muss. Ebenso veröffentlichte Andreas Pitsch eine kritische Untersuchung der Ekklesiologie Erzbischof Marcel Lefebvres, die ebenfalls im August 2008 im Verax-Verlag erschien und kritisch auf dessen seiner Meinung nach häretische Ekklesiologie Bezug nimmt.
Der kleine wissenschaftliche Verlag Christian Jerrentrup bringt seit einigen Jahren die Publikationen des Transzendentalphilosophen Reinhard Lauth heraus (in mehreren Sprachen).